# 5332 Davidaguilar
5332 Davidaguilar eller 1990 DA är en asteroid i huvudbältet, som upptäcktes den 16 februari 1990 av den japanske amatörastronomen Atsushi Sugie i Dynic-observatoriet. Den är uppkallad efter amerikanen David Aguilar.
Asteroiden har en diameter på ungefär 3 kilometer och den tillhör asteroidgruppen Amor.